# Elitserien i volleyboll för damer 2006/2007
Elitserien i volleyboll för damer 2006/2007 spelades 7 oktober 2006-4 mars 2007. Gislaveds VBK drog sig ur efter säsongen, och ersattes av Team Valla-LiU.

## Slutställning
| Lag             | Matcher | Vunna matcher | Förlorade matcher | Vunna set | Förlorade set | Poäng |
| --------------- | ------- | ------------- | ----------------- | --------- | ------------- | ----- |
| Sollentuna VK   | 16      | 14            | 2                 | 45        | 11            | 28    |
| Engelholms VS   | 16      | 13            | 3                 | 44        | 20            | 26    |
| Vallentuna VBK  | 16      | 13            | 3                 | 41        | 18            | 26    |
| Örebro VBS      | 16      | 12            | 4                 | 38        | 18            | 24    |
| Kolbäcks VK     | 16      | 7             | 9                 | 27        | 32            | 14    |
| RIG Falköping   | 16      | 5             | 11                | 23        | 35            | 10    |
| Katrineholms VK | 16      | 4             | 12                | 21        | 39            | 8     |
| Gislaveds VBK   | 16      | 4             | 12                | 20        | 39            | 8     |
| Norsjö VK       | 16      | 0             | 16                | 1         | 48            | 0     |

## SM-slutspelet
- Segrare: Sollentuna VK